# Bộ Nhập (入)
Bộ Nhập (入), nghĩa là "vào" (vào trong, đi vào; ví dụ "nhập cảnh" 入境), là một trong 23 bộ thủ được cấu tạo từ 2 nét trong tổng số 214 Bộ thủ Khang Hy.
Trong Khang Hi tự điển, có 28 ký tự (trong số 49.030) được tìm thấy dưới bộ thủ này.

## Chữ dùng bộ Nhập (入)

Giáp cốt văn
Kim văn
Đại triện
Tiểu triện

| Số nét | Chữ   |
| ------ | ----- |
| 2 nét  | 入    |
| 3 nét  | 兦    |
| 4 nét  | 內    |
| 5 nét  | 㒰 㒱 |
| 6 nét  | 㒲 全 |
| 7 nét  | 㒳 㒴 |
| 8 nét  | 兩    |
| 9 nét  | 兪    |